# Radlands (juego)
Radlands es un juego de mesa para dos jugadores creado por Daniel Piechnick y publicado en 2021. El juego se publicó después de una exitosa campaña de Kickstarter. Tiene un escenario postapocalíptico y cuenta con colores de neón brillantes.

## Antecedentes y desarrollo
Radlands fue diseñado por Daniel Piechnick, exdesarrollador y jugador de Magic: El encuentro, y publicado por Roxley. El juego se publicó en 2021 después de una exitosa campaña de Kickstarter. Radlands fue ilustrado por Manny Trembley y Damien Mammoliti, mientras que el diseño gráfico estuvo a cargo de Gavan Brown.

## Jugabilidad y diseño
Radlands es un juego de dos jugadores basado en batallas de carril. Cada jugador comienza el juego con tres campamentos base que debe defender; un jugador gana al destruir todos los campamentos base de su oponente. En cada turno, los jugadores sacan una carta de un mazo que contiene personajes y eventos. Los personajes se juegan frente a los campamentos y los campamentos no pueden ser atacados directamente mientras un personaje está frente a ellos. Los eventos activan un cierto número de turnos después de que se juegan. El agua se usa como moneda principal en el juego, con personajes y eventos que requieren agua para jugar y habilidades de personajes y bases que requieren agua para activarse. Los jugadores comienzan cada turno con tres fichas de agua.
El juego es rápido, con cartas poderosas que permiten que el estado del juego cambie rápidamente. Si bien las cartas generalmente requieren al menos un turno antes de que se puedan usar sus habilidades, la cantidad limitada de recursos que tienen los jugadores hace que sea difícil mitigar las cartas poderosas de un oponente mientras juegan ofensivamente. El alto poder de ciertas tarjetas se equilibra con el suministro muy limitado de agua.
El juego está diseñado con un vibrante estilo de arte de neón y se desarrolla en un entorno postapocalíptico.

## Recepción
Radlands recibió críticas generalmente positivas. Matt Thrower, que escribe para GamesRadar+, calificó el juego con 4/5 estrellas y lo describió como fácil de aprender y comprender mientras usa sus reglas y mecánicas en todo su potencial, lo que permite un juego rápido y dinámico. La revisión de Matthew Monagle en /Film calificó el juego de manera similar, elogiando las difíciles concesiones que el juego obliga a los jugadores a hacer, así como su estilo artístico y la falta de necesidad de expansiones. La reseña de James Austin en The New York Times escribió que era «un juego rápido y emocionante de jugar».